# Magomed-Gasan Abušev
Magomed-Gasan Mingažutdinovič Abušev (in russo Магомед-Гасан Мингажутдинович Абушев?; 10 novembre 1959) è un ex lottatore russo, fino al 1991 sovietico, specializzato nella lotta libera.

## Palmarès

### Olimpiadi
- 1 medaglia:
  - 1 oro (Mosca 1980 nei 62 kg)

### Europei
- 1 medaglia:
  - 1 oro (Prievidza 1980 nei 62 kg)